# Nelson Hubner
Nelson José Hubner Moreira (Lajinha, 1954) é um engenheiro e político brasileiro.
Foi ministro interino de Minas e Energia no governo Luiz Inácio Lula da Silva, de 24 de maio de 2007 a 21 de janeiro de 2008.
Foi diretor-geral da Agência Nacional de Energia Elétrica (ANEEL), cargo que assumiu em 13 de março de 2009, após aprovação pelo Senado Federal em janeiro do mesmo ano.